# 2013 au Nouveau-Brunswick
Chronologie du Nouveau-Brunswick
- 2009
- 2010
- 2011
- 2012
- 2013
- 2014
- 2015
- 2016
- 2017

Cette page concerne des événements d'actualité qui se sont produits durant l'année 2013 dans la province canadienne du Nouveau-Brunswick.

## Événements
- 11 février : des centaines de personnes manifestent contre la réforme de l'assurance-emploi fédérale à Tracadie-Sheila[1].
- 12 février : la session de l'Assemblée législative est ajournée jusqu'au 26 mars[2].
- 14 février :  l'ancien ministre et ancien député de Fredericton-Fort Nashwaak, Kelly Lamrock devient membre du Nouveau Parti démocratique du Nouveau-Brunswick[3].
- 22 février : le député fédéral du Parti conservateur de Madawaska—Restigouche, Bernard Valcourt devient ministre des Affaires indiennes et du Nord canadien[4].
- 11 mars : l'ancien premier ministre Shawn Graham quitte ses fonctions de député de Kent à la suite d'une accusation de conflit d'intérêts.
- 26 mars : l'Assemblée législative reprend ses travaux.
- 13 au 20 avril : les Championnats du monde de curling double mixte se déroulent à Fredericton.
- 15 avril : le chef de l'Association libérale du Nouveau-Brunswick Brian Gallant remporte l'élection partielle de Kent avec 59 % du vote contre 26 % pour la néo-démocrate Susan Levi-Peters et 13 % pour le progressiste-conservateur Jimmy Bourque.
- 30 avril : la Mine Brunswick ferme officiellement ses portes. Elle était ouverte depuis 1964.
- 1er mai : le député libéral de Nigadoo-Chaleur Roland Haché annonce qu'il ne représentera pas candidat aux élections de Septembre 2014[5].
- 6 juin : les nouvelles circonscriptions provinciale sont adoptées et prendront l'effet à la prochaine élection[6].
- 5 août : un python africain s'échappe du magasin Reptile Ocean et tue deux enfants de 5 et 7 ans à Campbellton. Le serpent sera finalement tué par la Gendarmerie royale du Canada[7].
- 17 octobre : le démantèlement par la Gendarmerie royale du Canada d'une barricade érigée par des opposants au gaz de schiste a tourné à l'émeute à Rexton. Au moins 40 personnes sont arrêtées et 5 voitures de police ont été incendiées[8]
- 25 au 27 octobre : la compétition de patinage artistique Skate Canada 2013 se déroule à Saint-Jean.
- 5 décembre : le député progressiste-conservateur de Saint John-Est Glenn Tait ne briguera pas une deuxième mandat aux prochaines élections[9].
- 24 décembre : plus de milliers de gens ont perdu leur électricité dans le sud de la province à la suite d'une tempête glaciale[10].

## Décès
- 5 janvier : Joseph-Aurèle Plourde, archevêque d'Ottawa.
- 6 mars : Stompin' Tom Connors, chanteur.
- 27 mars : Martin J. Légère, homme d'affaires.
- 25 juin : Andy Scott, député et ministre.
- 30 août : Lorenzo Morais, homme d'affaires et homme politique.